# Глибокий (доплив Бистреця)
Глибокий (пол. Hliboki) — гірський потік в Україні, у Верховинському районі Івано-Франківської області на Гуцульщині. Правий доплив Бистреця, (басейн Дунаю).

## Опис
Довжина потоку приблизно 3,46 км, найкоротша відстань між витоком і гирлом — 3,26 км, коефіцієнт звивистості потоку — 1,06. Формується багатьма безіменними гірськими струмками. Потік тече у гірському масиві в Покутсько-Буковинських Карпатах (зовнішня смуга Українських Карпат).

## Розташування
Бере початок на північно-східних схилах гори Степанець (1649,9 м). Тече переважно на північний схід поміж безіменними горами (1148,9 м) та (1198,4 м) і у присілку села Бистрець впадає в річку Бистрець, ліву притоку Чорного Черемошу.